# Victoria's Secret (canción)
«Victoria's Secret» es el cuarto sencillo de la banda de Power metal finlandesa Sonata Arctica que fue lanzado el 2003 en su álbum Winterheart's Guild a través de Spinefarm Records en Finlandia y de Century Media en el resto de Europa. Antes de que la música sea interpretada en concierto, es usualmente precedida por la pregunta que la banda le hace al público: "¿Están listos para algo de música de ropa interior?", lo cual hace referencia a la marca Victoria's Secret.[cita requerida]

## Personal
- Tony Kakko – voz, teclados adicionales
- Jani Liimatainen – Guitarra
- Marko Paasikoski – Bajo
- Tommy Portimo – Batería
- Jens Johansson – Teclados